# استعمال دخانیات ممنوع
خطر مرگ! استعمال دخانیات ممنوع یک تله‌تئاتر ایرانی محصول سال ۱۳۵۴ به کارگردانی خسرو شجاع‌زاده، کارگردانی تلویزیونی مسعود فروتن، نویسندگی علی نصیریان است که از شبکهٔ یک پخش شد.

## بازیگران
- پری امیرحمزه
- محسن نعمان‌فر
- داوود آریا
- هرمز هدایت
- علی نصیریان